# Тавроктония

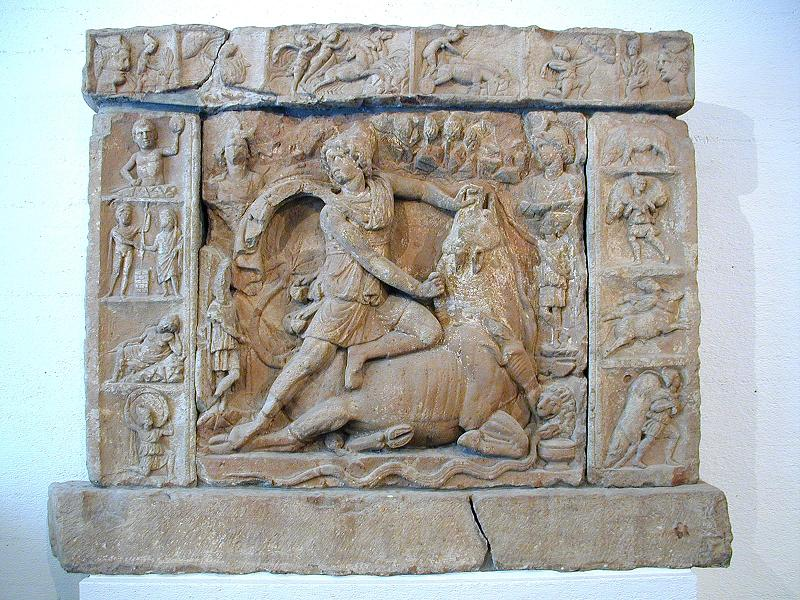
Рельеф, изображающий тавроктонию, II век н. э., Гейдельберг

Тавроктония — в митраизме священный акт заклания быка Митрой. В виде фрески, скульптуры или рельефа её изображение можно увидеть в каждом храме культа Митры, митреуме. Таким образом, тавроктония является важнейшим мотивом митраистской иконографии, наряду с рождением Митры и его отожествлением с Солнцем-Гелиосом. Изображение тавроктонии следовало строгим каноническим правилам, разработанным в скульптурных мастерских Древнего Пергама около 200 года до н. э.

## Изображение
Митра представлен юношей, облачённым в римскую тунику, длинные штаны и фригийский колпак. Преклонив колена перед лежащим, умерщвляемым им быком, левой ногой он опирается на его спину. При этом Митра левой рукой прижимает голову животного книзу, а правой убивает его ударом кинжала в спину. При этом Митра отворачивает своё лицо от быка — по аналогии, как Персей это делает при убийстве горгоны Медузы. Те статуи, на которых Митра обращён лицом к быку, являются позднейшими реконструкциями более ранних скульптура и созданы в эпоху Возрождения. Из хвоста быка произрастают пшеничные колосья. На фресках бык всегда вырисован белой краской, фригийский колпак Митры — красной. Плащ Митры часто декорирован как изображение звёздного неба.
Кроме самого Митры и быка на сценах тавроктонии можно увидеть и другие образы и фигуры. Это ворон, скорпион, змея, собака, иногда также лев и чаша-кратер. Собака и змея пьют кровь из раны умирающего быка, скорпион жалит его в мошонку. Из раны льётся кровь и иногда сыплется зерно. Кроме животных, изображаются две фигуры с факелами, Кавт и Кавтопат. Первый несёт факел поднятым кверху, другой — опущенным книзу. Оба одеты так же, как и Митра и у обоих стоящих образов ноги скрещены между собой. Над самим Митрой в звёздном небе видны Сол-Солнце и Луна.

## Значение
Согласно митраистской мифологии, Митра преследует некоего быка, догоняет его и на плечах относит в пещеру, где приносит животное в жертву, имеющую целью обновление мира. Из пролитых крови и семени быка происходит возрождение земли и всей на ней жизни. Бельгийский историк Франц Кюмон (Franz Cumont) в своих работах по митраизму от 1896 и 1899 годов (см. литературу) рассматривает образы животных в сцене жертвоприношения Митры как проявления древнеиранского культа. Кавт и Кавтопат традиционно символизируют восход и заход солнца, лето и зиму, жизнь и смерть.
Американский исследователь Дэвид Уланси (David Ulansey) рассматривает сцены тавроктонии в астрономическом аспекте. При этом бык у него соответствует созвездию Тельца, змея — созвездию Гидры, собака — созвездию Малого Пса, ворон — созвездию Ворона, скорпион — созвездию Скорпиона, лев — созвездию Льва и кратер — созвездию Чаши или Водолея. В ночном небе Плеяды указывают на место в созвездии Тельца, где кинжал Митры вонзается в плечо животного. Также Митра отождествляется с созвездием Персея, расположенного на небосклоне как раз над созвездием Тельца. Кавт и Кавтопат символизируют равновесие тандема «день-и-ночь». При этом Кавт с поднятым факелом является выражением весеннего этого равновесия, а Кавтопат с факелом опущенным — осеннего. Их скрещенные ноги также символизируют пересечение небесного экватора и эклиптики в весенний и осенний периоды. Значение сцены жертвоприношения быка Митрой, согласно Уланси, состоит в связанной с небесным экватором астрономической констелляции, возникающей в день весеннего равноденствия в созвездии Тельца. Умерщвление быка символизирует окончание временного цикла и представляет самого Митру как бога, могущество которого оказывается выше власти звёзд, управлять которыми он в состоянии. Несмотря на неприятие его теории рядом учёных-современников (Роджер Бек 1994, Н. М. Свердлов 1991), в настоящее время влияние астрономических понятий на теорию тавроктонии является установленной (Роджер Бек, 2006), хоть это и не связано напрямую с работами Д.Уланси.
Согласно антропософской теории Рудольфа Штайнера, бык в сцене тавроктонии представляет собой ту звериную природу, которой повелевает Человек как высшее существо. Изображённые вокруг фигур звёзды символизируют Космос, или духовные связи, соединяющие с ним человека. Животные, кусающие или жалящие быка — скорпион, собака и змея — это те порывы и инстинкты, которые только высшая природа человека способна обуздать. В этом Штайнер видит связь жертвоприношения быка Митры с христианским культом архангела Михаила, побеждающего в битве тёмные силы.

## Упорядочение легенды
Находящиеся в митреумах сцены тавроктонии как правило окружены более мелкими изображениями, фресковыми или рельефными, показывающими иные аспекты мифа о рождении, деяниях и подвигах Митры. Однако хронологическое упорядочение изображаемых событий легенды до сих пор не удовлетворительно. В связи с тем, что сцены жертвоприношения быка Митрой являются центральной темой культа, всё-таки имеется возможность представить предшествовавшие ей изображённые события в следующем порядке:
- бык пасётся в поле, либо близ некоего строения (храма, хлева)
- Митра несёт быка на своих плечах (реже — ведёт, держа за рога)
- бык пытается бежать; Митра хватается за его шею и увлекается быком за собой
- Митра держит быка за задние ноги

Последняя сцена обычно означает тот факт, что бык побеждён Митрой и его, ещё живого, доставляют к месту жертвоприношения. Некоторые историки, впрочем, рассматривают это изображение уже как первую сцену после акта, а изображённую фигуру как пастуха, жреца или мага, уходящего с мёртвым быком (Рейнхольд Меркельбах, 1984). На происходящие после жертвоприношения события указывают следующие изображения в храмах:
- Митра взмахивает или просто держит отрубленную бычью ногу над головой коленопреклонённого Сола-Солнца
- Митра и Сол-Солнце за культовой трапезой, возлегают рядом на скамье, покрытой выделанной вместе с головой животного шкурой жертвенного быка.

Первая сцена, по-видимому, соответствует ритуалу принятия адепта в религиозную общину, проводимому с использованием крови жертвенного животного, и посвящению его в мистерии.

## Галерея

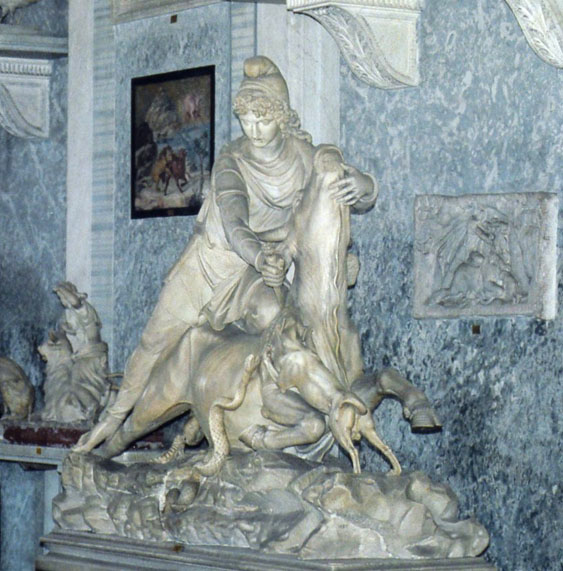
Скульптура Тавроктонии, Ватиканский музей
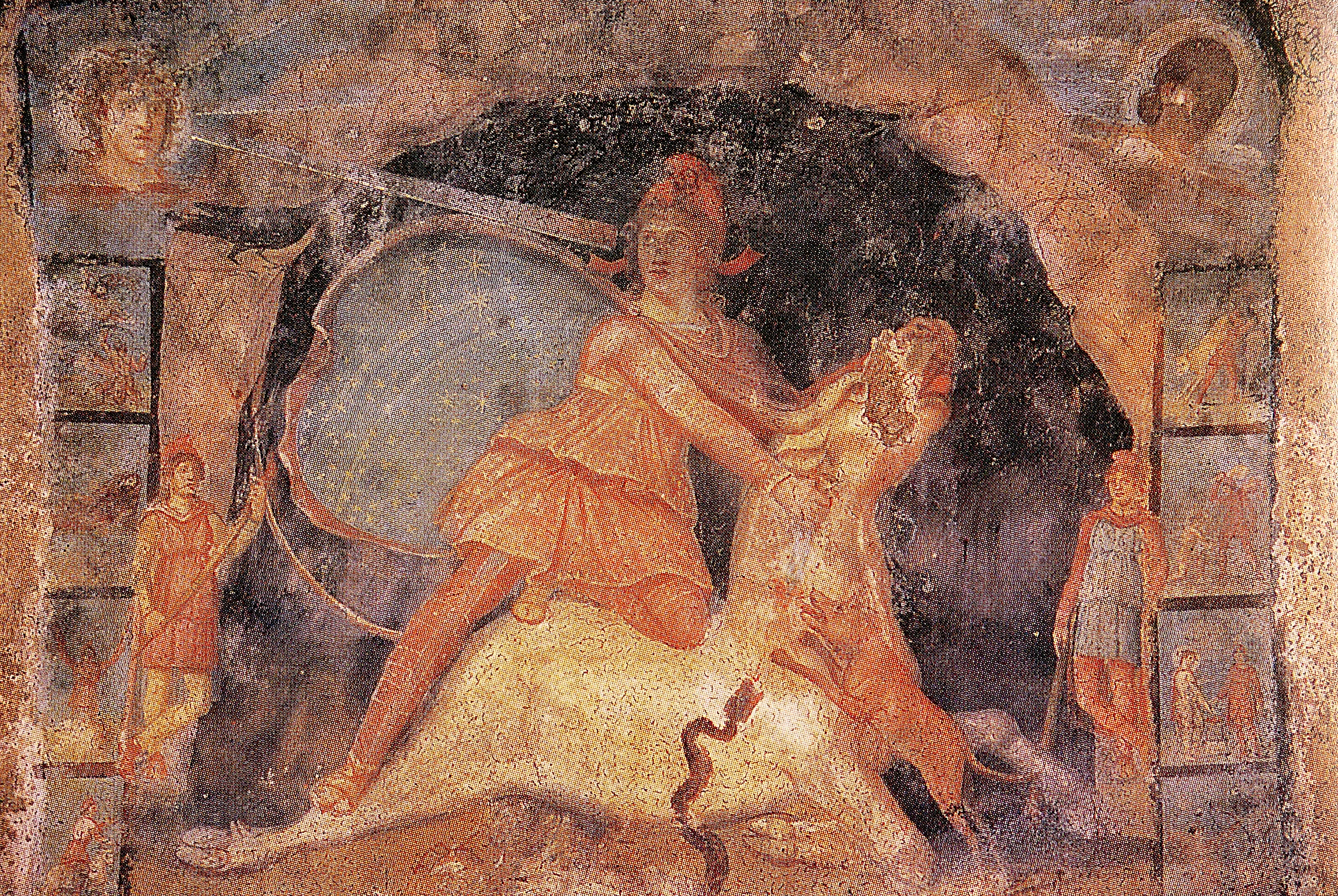
Тавроктония, фреска из митреума в Марино (область Лацио)
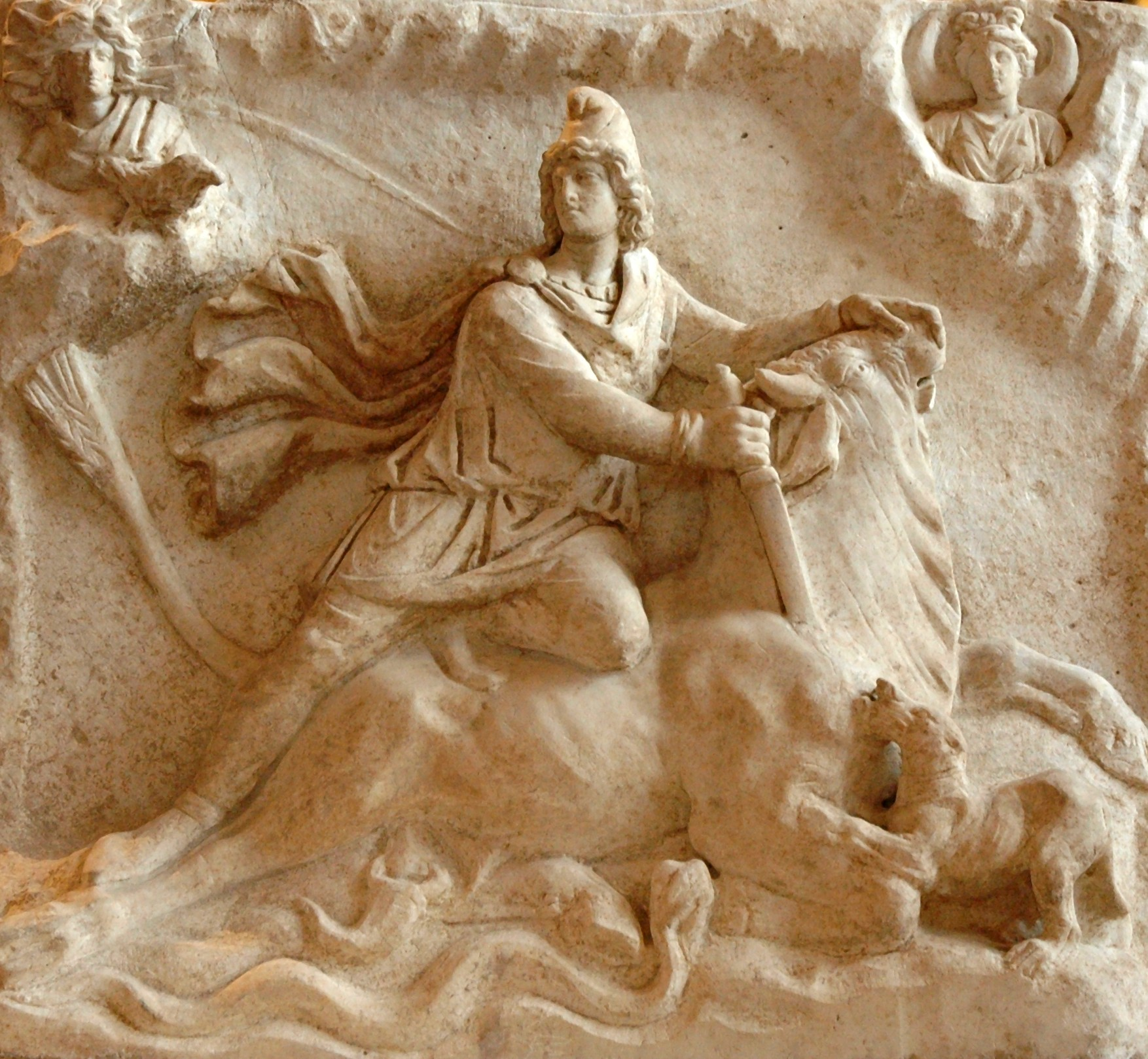
Рельеф с изображением тавроктонии. В верхних углах изображение Гелиоса-Солнца с вороном и Луны. II-III века н.э. Лувр, Париж
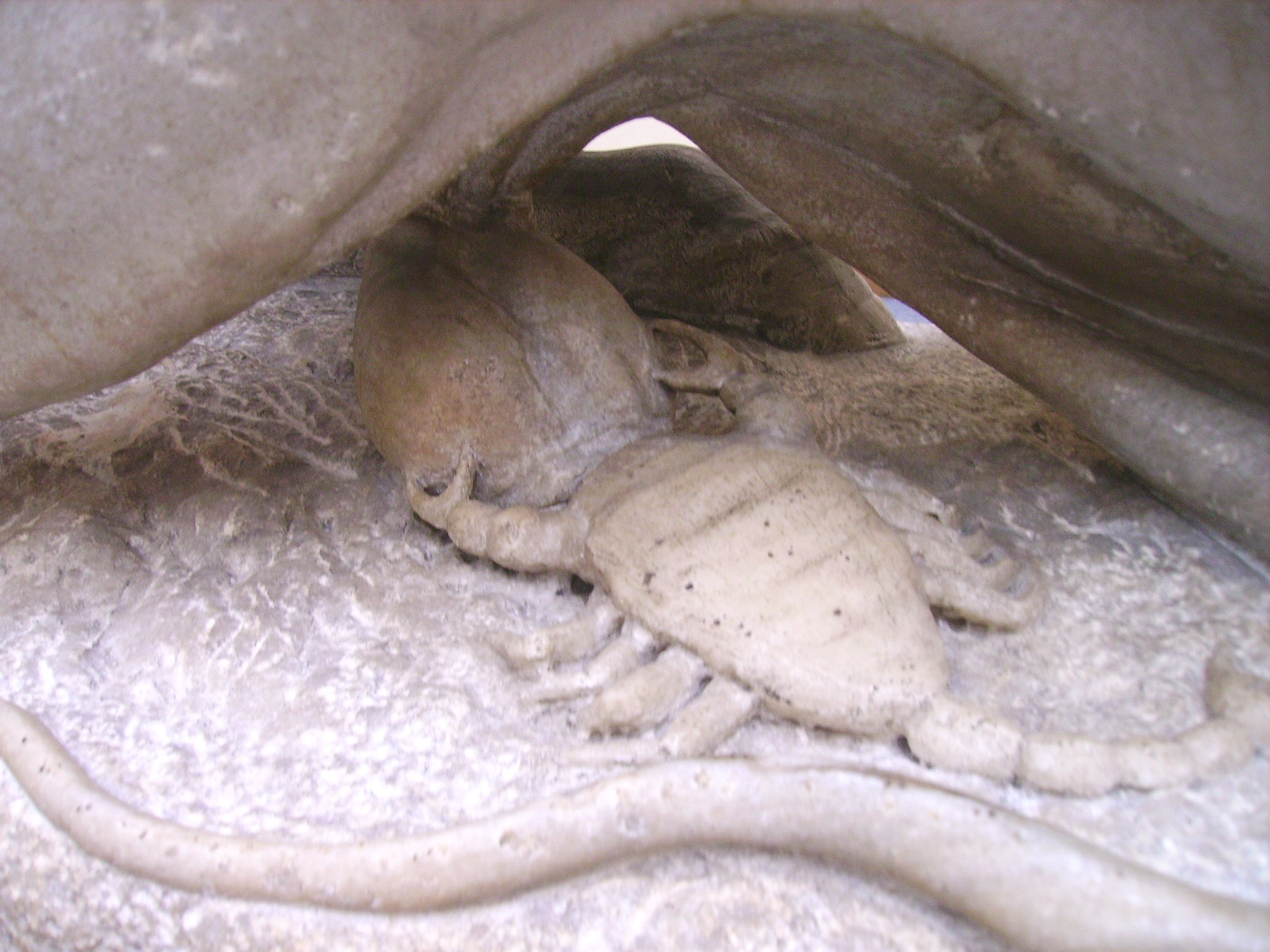
Скорпион, жалящий мошонку быка Митры. II век н.э., Британский музей
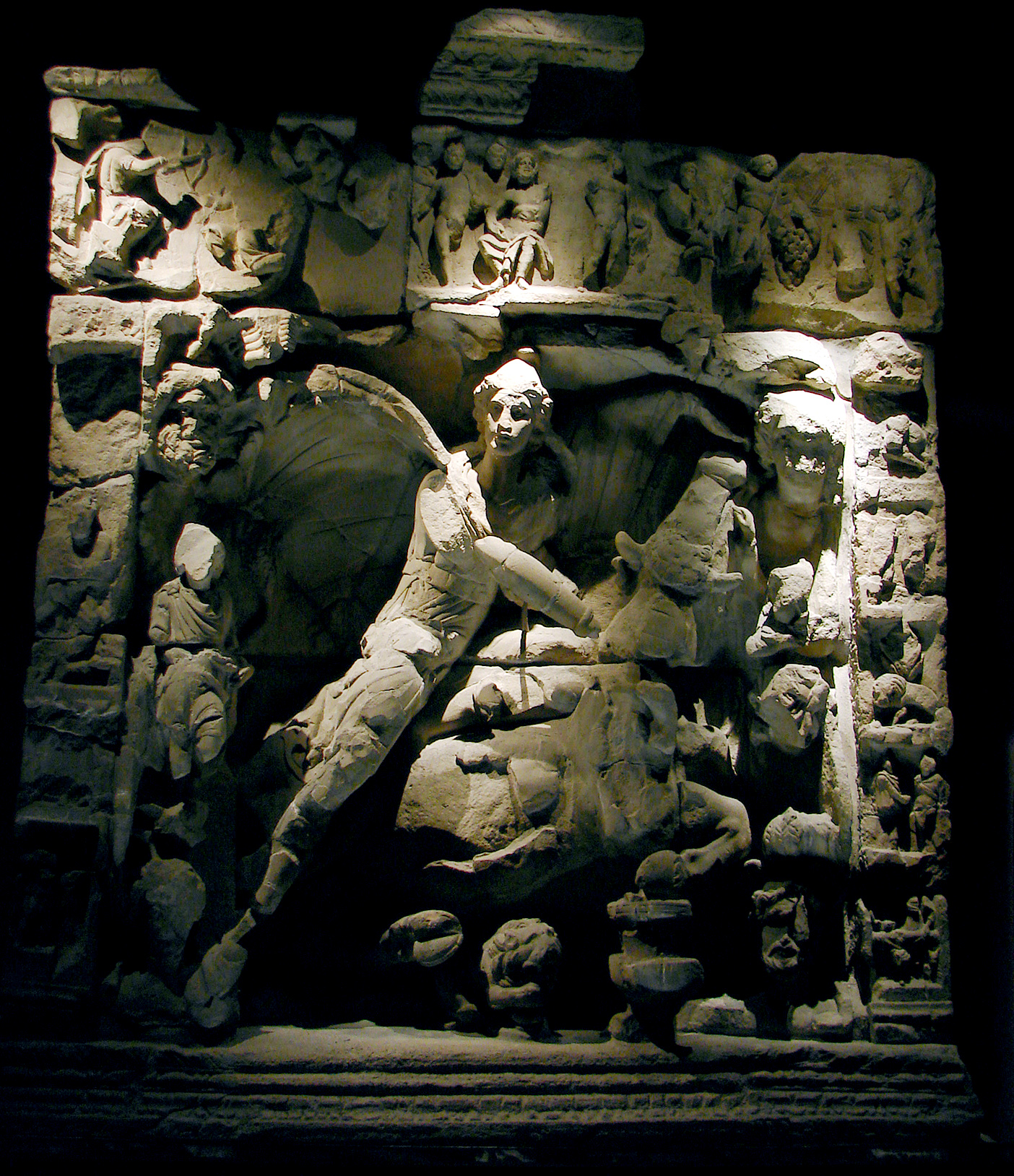
Сцена тавроктонии из музея города Мец, Франция